# Rod Stephen

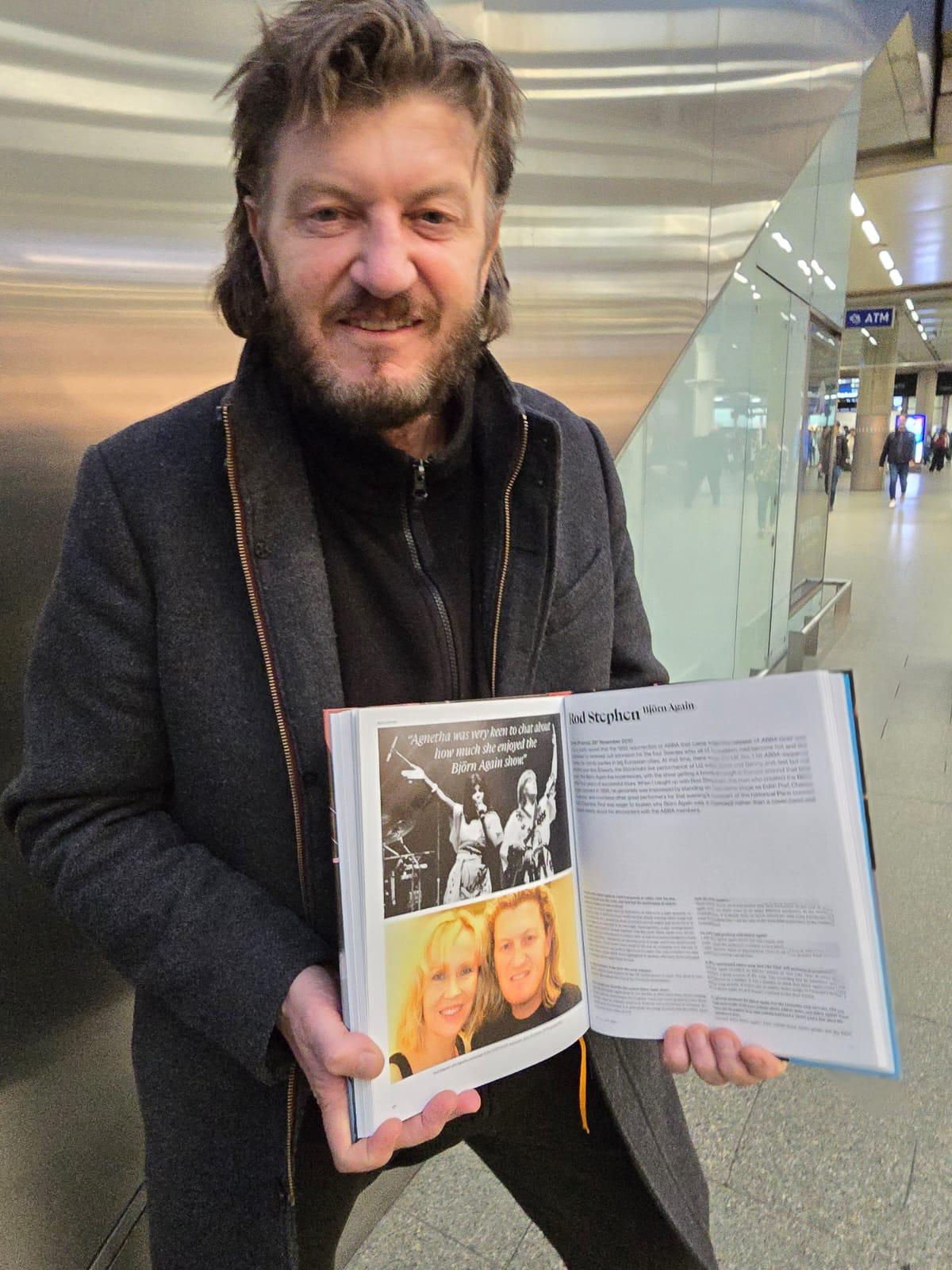
Rod Stephen in Londen (2024)

Rod Stephen, geboren als Rod Woolley op 24 oktober 1958, is een Australische muzikant, showproducent en singer-songwriter uit Nunawading, Melbourne, Australië. Na een muziekcarrière van 40 jaar raakt hij, vanaf oktober 1988, bekend als de bedenker van de Australische ABBA-show Björn Again (de naam was oorspronkelijk Rods pseudoniem voor skiën). De Björn Again-show wordt algemeen erkend als de katalysator die de ABBA-revival van de jaren 90 teweegbracht en de weg vrijmaakte voor het wereldwijde fenomeen van tribute bands. 

## De vroege levensjaren
Rodney Stephen Woolley werd geboren in Box Hill, Victoria, Australië, als zoon van een Engelse immigrant, William Woolley (1935–1998), en een Australische moeder, Joan Margaret Traynor (1935 - ). Het echtpaar trouwde in 1955 in Zuid-Melbourne. Rod groeide op met twee broers (waarvan één, Stephen, in 1957 overleed) en een zus in de voorstad Forest Hill, Nunanwading, Melbourne, Victoria.
Rod ging van 1964 tot 1977 naar de Forest Hill Primary School en de Nunawading High School. Hij hield eerst van sporten en daarna richtte Rod zich tijdens zijn laatste schooljaren op zijn nieuw ontdekte liefde voor muziek, waaronder Slade, Alice Cooper, Mike Oldfield, Genesis, Yes, Gentle Giant, samen met wat Australische muziek en vooral Split Enz uit Nieuw-Zeeland, waarmee Rod een masterclass in songwriting, arrangeren en live theater kreeg.
Na zijn schooltijd had Rod verschillende banen voordat hij bij CRC ging werken in een metallurgisch onderzoekscentrum, terwijl hij computerwetenschappen studeerde aan RMIT. In het weekend speelde Rod in verschillende kleine pubbands, waardoor hij inzicht kreeg in het selecteren van nummers en het produceren van shows op basis van die optredens in pubs en clubs in Melbourne.
In 1986 was Rod begonnen met skiën gedurende de hele winter. In die tijd werd besloten dat hij en zijn vrienden voor de lol nieuwe weekendpersonages zouden aannemen door alter ego's te worden met komische Scandinavische/Europese namen: Hans Danderblaus, Benny Theredonethat en Björn Again (de naam van Rod). Rod had de net uitgebrachte films Blues Brothers en Spinal Tap gezien, die hem inspireerden en mede de drijvende kracht waren achter zijn ontwikkeling van een nieuw muzikaal concept. In 1988 was de muziek van ABBA bijna in de vergetelheid geraakt. ABBA was nog maar zelden op televisie of in de gedrukte media te zien en ook op de radio was er bijna niets meer van te horen. De band werd als een beetje ‘ouderwets’ beschouwd.
De jaren 80 leken de muziek en mode van de jaren 70 volledig van de aardbodem te hebben weggevaagd. Pas toen Rod op zoek was naar creatieve kleding voor zichzelf en de andere bandleden van The Crows, stuitte hij op een paar oude broeken met wijde pijpen, schoenen met plateauzolen en een shirt uit de jaren 70 die achterin zijn kledingkast verstopt lagen. In plaats van surfbroeken of ska-outfits te dragen, kondigde Rod tijdens een repetitie aan dat de look van de band gebaseerd moest worden op de tien jaar oude kleding die hij net had gevonden. Ironisch genoeg waren het dezelfde twee jongens die Rod later rekruteerde als eerste leden van Björn Again, die besloten dat ze de jaren 70-look niet mooi vonden, wat mede leidde tot het uiteenvallen van The Crows.

## De opstart van Björn Again
In 1988, op 29-jarige leeftijd, stond Rod op een soort kruispunt met zijn muziek. The Crows waren slechts enkele weken eerder uit elkaar gegaan. Hoewel hij veel plezier had in zijn werk bij CRC, wilde hij toch betrokken blijven bij iets muzikaals dat invloed zou hebben op de Australische muziekindustrie. Een geweldige show met populaire muziek gecombineerd met leuke capriolen op het podium, en waar veel vraag naar was, zodat hij een lucratieve oudejaarsshow aangeboden zou krijgen. Oudejaarsavond was altijd de show geweest waarbij je je gage kon verdubbelen (maar oudejaarsavond 1988 was nog minder dan drie maanden verwijderd).
Op vrijdag 14 oktober kwam Rod zoals gewoonlijk thuis van zijn werk, ging zitten met pen en papier en begon aantekeningen, gedachten en ideeën op te schrijven. Hij gebruikte een methodische aanpak om te bepalen wat voor soort show populair zou zijn. Met gezond verstand en logica als uitgangspunt, keek hij terug op de afgelopen decennia van de popmuziek. 
The Beatles, Queen, ABBA en The Bay City Rollers waren allemaal aanvankelijke overwegingen. Ze hadden allemaal veel hits. ABBA was interessanter omdat ze Scandinaviërs waren die in het Engels zongen en ooit getrouwd waren geweest (wat ruimte bood voor parodieën op het podium). De muziek van ABBA kon een beetje worden opgepept (wat ze zelf tijdens liveoptredens toch al deden).
Je kunt Queen niet nog rockender maken (dat zijn ze al), maar als je The Beatles te rockend maakt, verlies je misschien de aantrekkingskracht van hun delicate geluid. The Port Phillip Bay City Rollers was een goed idee, maar Rod besloot dat ze niet breed genoeg in de markt lagen en dat het niet echt gepast zou zijn om hun muziek rockender te maken.
De kostuums van ABBA waren al geniale kunstwerken - dus kostuums gebaseerd op de witte kimono's van ABBA zouden duidelijk het meest aantrekkelijk zijn (niet zozeer Queen / Beatles). Het laatste stukje van deze puzzel was een naam. Rod had geen namen voor The Beatles/Queen. Hij had wel de naam die hij gebruikte voor skiën: Björn Again. Samen met 50 andere namen voor een ABBA-tributeband werden onder andere ABBA-solutely en ABBA-riginal opgeschreven. Tegen zonsopgang op zaterdagochtend had Rod besloten dat Björn Again de perfecte naam was voor zijn nieuwe rockachtige, satirische ABBA-revival-show.
Gedurende de rest van het eerste weekend sprak Rod met zijn muzikale collega Andrew Cocks, die het idee van Björn Again te vergezocht vond, maar ook met familie en andere vrienden, evenals met zijn voormalige Crows-bandgenoot Peter Ryan over dit concept. Peter vond het een goed idee en was ervan overtuigd dat de andere Crow, Gavin, ook mee zou willen doen. Toen begon Rod met het opstellen van een advertentie voor twee nieuwe zangeressen.

## Optredens
- 1988 / 1989 Repetities / eerste shows in Melbourne ( Optreden als Björn Volvo-us)

- 1990 - Zweedse tour

- 1991 - De rest van de wereld[12]

- 1999 - Lokerse Feesten[13]

- 2011 - Shetland[14]

- 2018 - Cardiff (Wales)[15], Manchester Academy[16]
- 2021 - Manchester (VK)[17]

- 2023 - Inverness (Schotland)[18], Oman[19]

- 2025 - Brighton (VK)[20][21]

## Op tv en radio
- In 1975 werd Rod geïnterviewd door de Australische tv-presentator/dj Greg Evans voor een Channel 10 ABBA-special die werd opgenomen in Nunawading. Hij verklaarde: “Ik ben geen grote fan van de muziek van ABBA, maar ik vind de twee meisjes echt leuk!!”
- In 1990 Australia CH9  “The Documentary Björn Again” (Super Channel)
- In 1991 Rod trad op met Björn Again in Johnathon Ross Channel X. Rod trad op met Björn Again op de National TV van SWEDEN “Nattkafe” om promotie te maken voor ABBA GOLD (ABBA’s eerste compilatie CD)
- In 1992 BBC TV TOTP / BBC Pebble Mill  - "A little respect"  MTV ABBA weekend “Stop”
- BBC 1 Blue Peter: twee maal
- In 1999 Ch5: documentaire ABBA Björn Again
- In 2005 Zoe Ball: 'Faking it' in Ierland op het OXEGEN-festival met Green Day en een speciaal televsie optreden met Zoe Ball’s “Faking It” met Ex-Blue Peter presentator Peter Duncan, Janet Ellis, Stuart Miles en Romana D’Annunzio
- Itv this morning
- 2008 BBC 1 Graham Norton One & only show
- 2008 BBC 1 Breakfast 20e verjaardagsinterview
- 2009 BBC 1 Breakfast Putin
- 2010 Sotogrande Television's Martine Williams interviewde Bjorn Again stichter Rod Stephen in de Bullring in Marbella, Spain
- 2019 BBC Radio 2, Zoe Ball: optreden voor de opening van Glastonbury Pyramid Stage
- 2019 Celebrity Gogglebox met Shaun Ryder / Bez van Happy Mondays
- 2020 Victoria Derbshire-interview
- 2023 SKY TV Never mind the Buzzcocks Christmas
- 2024 Steve Blame

## Ander werk

### Liefdadigheid
Rod heeft zich in 2020 als vrijwilliger ingezet voor de Londense liefdadigheidsinstelling 'Crisis for the homeless' en blijft via optredens van Björn Again bewustwording creëren en steun bieden aan tal van Britse liefdadigheidsinstellingen voor kankerpatiënten en kinderen.

### Andere projecten en boeken
- Bondi Bruce (Bruce Hopkins) - Presentator van een animatieserie op tv en parttime lifesaver, Channel 4: The Big Breakfast / 2000 Sydney Olympics

- 'Don’t fight the band that heeds you' - tv-documentaire over ABBA / Pink Floyd en hun tributes met Storm Thorgerson

- Rod Operation Sterling - Scotland Yard international police project (winner takes it all)

- In 2018 werd Rod geciteerd in Stany Van Wymeersch boek ‘We all love ABBA’ en in 2023 ook in de Expanded Edition.[22]

## Privéleven
Rod besloot in de zomer van 1992 definitief in Noord-Londen te gaan wonen. In maart 2009 verhuisde hij zijn bedrijf naar zijn huis in Highgate, Noord-Londen, waar hij sindsdien van thuis uit werkt.

## External links
- Björn Again Europe en UK